# Kloster Megingaudshausen
Das Kloster Megingaudshausen (auch Kloster Megingaudeshausen, urkundlich „Megingozzeshusen“) war ein Benediktinerkloster im heutigen Landkreis Neustadt an der Aisch-Bad Windsheim in Mittelfranken. Es bestand im 9. Jahrhundert und wurde lediglich einmal urkundlich erwähnt. Allerdings bezieht sich das Kloster Münsterschwarzach am Maindreieck in seiner Gründungsgeschichte auf die Mönchsniederlassung.

## Geografische Lage
Die genaue Lage des Klosters ist umstritten. In der Gründungsurkunde war von einer Lage Super fluvium Leymbach (lat. über dem Fluss Laimbach) die Rede. Deshalb wurde das Kloster am Laimbach, der dem Aischzufluss Ehebach zustrebt, verortet. Die ältere Forschung vermutete das Kloster in der Nähe von Langenfeld, Altmannshausen („Altmönchshausen“), Schwarzenberg und Erlabronn. Zeitweise wurde der Fluss auch mit einem versandeten Bach bei Wiesenbronn nahe Kitzingen in Verbindung gebracht und Megingaudshausen dort vermutet. Lediglich die Lage im Steigerwald galt als gesichert.
In den 1960er Jahren kam die Forschung auf die abgegangene Michaelskapelle bei Ullstadt als Standort des Klosters (49° 37′ 36,8″ N, 10° 28′ 23,1″ O). Erst im 21. Jahrhundert wurde Oberlaimbach wieder in Betracht gezogen. Seine Lage an der ehemaligen Königsstraße (der heutigen Bundesstraße 8) führte im 9. Jahrhundert zu reichem Verkehrsaufkommen, was für die Gründung eines Konventes von Vorteil war. Die in der Urkunde erwähnten Stiftungsorte sind außerdem konzentrisch um Oberlaimbach angeordnet. Als weiterer Beleg dienen die ins 8. bis 10. Jahrhundert datierten Scherben und Leisten aus Walrosszahn, Lesefunde in der Flur Hauswiese östlich des Laimbachs. (49° 38′ 37,2″ N, 10° 28′ 21,7″ O)

## Geschichte

### Die Urkunde von 816
Eine einzige Urkunde vom März 816 bildet die Grundlage für die Mönchsniederlassung. Sie wurde in mehreren Handschriften des Mittelalters und der Frühen Neuzeit überliefert, darunter im Chronicon Schwarzacense, das als bedeutende Urkundenkompilation des Klosters Münsterschwarzach gilt. Die Urkunde war bereits im 19. Jahrhundert Gegenstand der Forschung und viele Orte beziehen ihre Ersterwähnung auf sie. Daneben gilt sie als bedeutendes Diplom aus der Frühzeit der Besiedlung des Steigerwaldes und wird als eine der wichtigsten Privaturkunden Frankens betrachtet.
Die Urkunde erwähnt die Gründer des Klosters, „Megingaud (Megingoz) der Jüngere“ und seine Ehefrau „Imma“ (auch „Ymna“). Ortmann bringt den Klosternamen Megingaudshausen, der in den Abschriften des Mittelalters oft geändert wurde, mit dem Personennamen Megingoz in Verbindung und verweist auf die Gründung als grundherrschaftliche Siedlung „Zu den Häusern des Megingoz“. Der Ortsname weist aber auf eine ältere Besiedlung des Ortes vor der Klostererrichtung hin. Eventuell bestand dort ein kleines Jagdschloss der Stifter.
Megingaud gehörte zur Familie der Mattonen, die eng mit dem Herrschergeschlecht der Karolinger verbunden waren und bereits vorher als Stifter einer klösterlichen Einrichtung insbesondere zur Versorgung ihrer nachgeborenen Söhne und Töchter erschienen war. Bereits 815 führte Megingaud wohl Verhandlungen mit Ludwig dem Frommen über eine Gründung. Die neuere Forschung ist der Ansicht, Megingaud bezog die Herrscherfamilie nicht in seine Gründung ein und verzichtete auf einen königlichen Schutzbrief.
Die Mönche der Gründung wurden aus dem „Ausland“ bzw. aus dem bei Aachen gelegenen Kloster Kornelimünster in den Steigerwald geschickt. Außerdem entsandte man Brüder aus Maurusmünster und Aniane dorthin. Eine Gebetsverbrüderungsliste aus Salzburg zählt 22 Priester, neun Diakone, drei Laienmönche und einen Kleriker auf. Dazu kamen 22 Gotteshausleute, bei denen es sich wohl um Unfreie handelte. In der Urkunde trat Megingaud die Befugnisse über seine Ländereien an die Mönche ab.
Die ausgedehnten Güter der Mattonen im Umland des neuen Klosters, die dort lebenden Leibeigenen mit allen Rechten und ein Weinberg bei Scheinfeld wurden dem Kloster Megingaudshausen übertragen. Die Orte in der Gründungsurkunde sind ebenso wie der Standort des Klosters umstritten und die verschiedenen Schreibweisen werden in der Literatur diskutiert. Im Chronicon Schwaracense werden folgende Orte genannt: „Biberoth“ (Markt Bibart), „Langheim“ (Groß- und Kleinlangheim), „Megingaudeshusen“, „Castel“ (Castell ?), „Bullinheim“ (Bullenheim), „Dornheim“ (Dornheim), „Craszulzun“ (Krassolzheim), „Ulgestat“ (Ullstadt), „Ostheim“ (Krautostheim), „Titenheim“ (Deutenheim) und „Hezzelenheim“ (Ezelheim). Die Identifikation einzelner Orte ist Gegenstand von Forschungsdebatten.
Megingaud sicherte den Mönchen einige Privilegien zu. Sie sollten den Ort für alle Zeit besitzen und ihr Abt sollte nur dem König Gehorsam leisten, was insbesondere den Einfluss des Würzburger Bischofs erheblich einschränkte. Den Mönchen wurde außerdem zugestanden, sich ihren Anführer selbst zu wählen. Als erster Vorsteher wurde Benedikt berufen, der bereits im 19. Jahrhundert mit dem Klosterreformer Benedikt von Aniane in Verbindung gebracht wurde. Benedikt, der sich um die Reorganisation vieler Klöster verdient gemacht hatte, war eng mit König Ludwig dem Frommen verbunden.

### Besiedlung und Umzug
Die Mönche zogen in die eventuell bereits bestehenden Baulichkeiten ein, die wohl von einer größeren Klosterkirche dominiert wurden. Darauf weisen die in der Stiftungsurkunde beschriebenen Altäre hin. In der älteren Literatur wird vermutet, dass die 1824 abgebrochene Michaelskapelle im Nordosten von Ullstadt Überreste der Klosterkirche enthielt. Untertägige Reste eines festen Gebäudes werden auch bei der heute vermuteten Stelle nahe Oberlaimbach als wahrscheinlich angenommen. Es gab wohl auch vom Kloster betriebene Mühlen (molendini) und Fischteiche.
| Name                  | Erwähnt  |
| --------------------- | -------- |
| Benedikt (von Aniane) | 816–821  |
| Madalbertus           | 821, 843 |
| Hartwig               | 892      |

Das Kloster wurde aufgrund der reichen Stiftung wohl bald zu einer Bildungseinrichtung ausgebaut. Megingaud und seine Frau übergaben auch Bücher, sodass man eine Schreibschule einrichten konnte. In diesem Zusammenhang wurde „frater Teutgarius“ in der älteren Literatur als zweiter Abt bezeichnet. Neuere Forschungen nennen ihn als Benedikts Stellvertreter.
Nach dem Tod Benedikts von Anianes 821 kam es zu Streitigkeiten zwischen Ludwig dem Frommen und seinen Söhnen Lothar mit Pippin, in die auch das Kloster Megingaudshausen hineingezogen wurde. Allerdings ist unklar, in welchem Zusammenhang die Abtei dabei eine Rolle spielte. Innen wurde das Kloster von einem Feuer verheert, das die Baulichkeiten aus Holz weitgehend zerstörte. Konflikte zwischen den Mönchen prägten die folgenden Jahre. Unter Abt Hartwig sollen die Klostergüter verschleudert worden sein.
Das Eingreifen des Würzburger Bischofs rettete das Kloster vor seiner Auflösung, wobei es vom Diözesan abhängig wurde. Megingaud hatte es versäumt, die Gründung dem Heiligen Stuhl zu offenbaren oder das Königshaus stärker einzubeziehen. Deshalb ergriff Bischof Arn von Würzburg, selbst ein Verwandter von Megingaud, die Initiative und befahl den Mönchen, sich in die leerstehenden Gebäude des Klosters Frauenschwarzach an der Stelle des heutigen Münsterschwarzach zu begeben.
Das Kloster Megingaudshausen wurde nach der Verlegung um 877 nicht mehr urkundlich erwähnt. Stattdessen übernahm das Männerkloster Schwarzach seine Traditionen. Jedes Jahr am 23. August erinnerte ein Gottesdienst an die Stifter Megingaud und Imma. Der letzte Abt von Megingaudshausen, Hartwig, blieb in Münsterschwarzach Vorsteher. Das Wappen des Münsterschwarzacher Klosters verweist mit zwei gekreuzten Abtsstäben auf die Doppelgründung Megingaudshausen und Münsterschwarzach.